# Поннока
Поннока — пресноводное озеро на территории Ледмозерского сельского поселения Муезерского района Республики Карелии.

## Общие сведения
Площадь озера — 3,1 км², площадь водосборного бассейна — 40,8 км². Располагается на высоте 142,1 метров над уровнем моря.
Форма озера округлая. Берега преимущественно заболоченные.
С северной стороны озера вытекает водоток, впадающий с правого берега в реку Тикшозерку, втекающую в озеро Момсаярви. Через последнее протекает река Чирко-Кемь.
Код объекта в государственном водном реестре — 02020000911102000005254.